# Céphalon
Le terme « céphalon » désigne le premier tagme de certains groupes d'arthropodes (comme les crustacés ou les trilobites). Le céphalon correspond à la tête chez les insectes. 

## Trilobites

Anatomie d'un trilobite.

Il est constitué de l'acron et de 6 métamères qui sont fusionnés sans suture visible. Il possède l'ensemble des organes sensoriels. 

## Crustacés

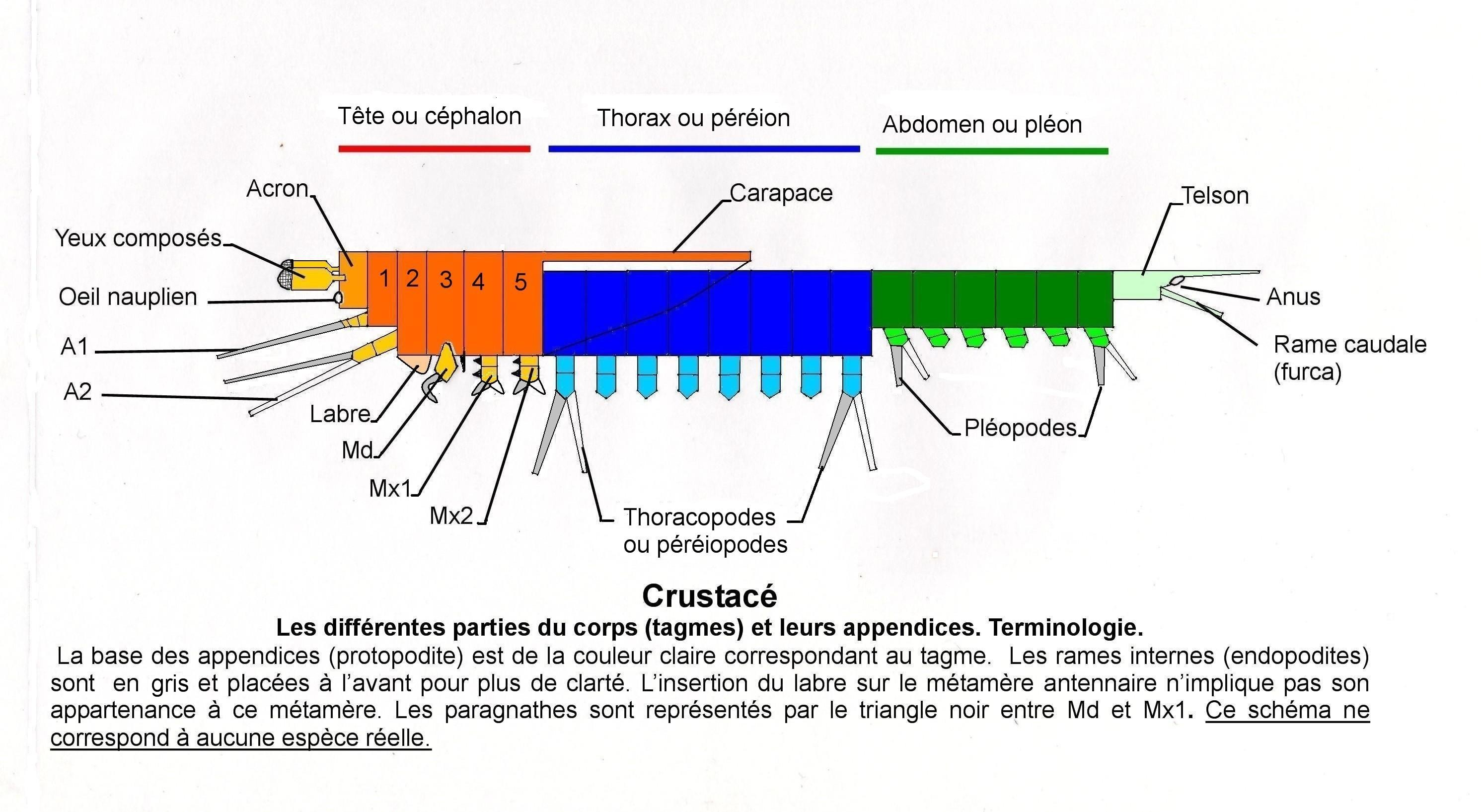
Les différents tagmes d'un crustacé type. Céphalon, péréion et pléon.

Chez les crustacés le céphalon est suivi par le péréion.